# Annemiek Punt
Annemiek Punt (Hengelo, 1959) is een Nederlandse glaskunstenaar, glazenier en kunstschilder.

## Leven en werk
Punt volgde een opleiding voor het glazenieren en brandschilderen in Duitsland, waar zij zich ook de kennis van scheikundig en ambachtelijk handwerk eigen maakte. In 1979 begon ze een atelier voor gebrandschilderd glas in lood in Denekamp. Ze vervolgde haar opleiding aan de Academie voor Kunst en Industrie in Enschede. Haar leermeesters waren onder anderen Riemko Holtrop en Wim Izaks. In 1994 vestigde zij zich definitief in Ootmarsum waar haar atelier gevestigd is in een voormalig kindertehuis aan de Kloosterstraat. Punt heeft zich zelf het versmelten van glas eigengemaakt. Met een team meesterblazers in het Italiaanse Murano (bij Venetië) maakt zij glassculpturen. Haar glasontwerpen zijn zowel figuratief als abstract. Ze houdt zich naast haar glaswerk ook bezig met de schilderkunst.
Punt is een van de weinige vrouwen die actief is binnen de monumentale glaskunst. Sinds 1980 voerde ze meer dan honderd opdrachten uit voor ramen, beglazingen, glaspanelen en glasreliëfs in kerken, stiltecentra, instellingen en woningen. Een voorbeeld van haar werk is een glas-in-loodraam met als thema de Opwekking van het dochtertje van Jaïrus in de Nieuwe Kerk te Delft. Het raam werd op 8 september 2006 onthuld door prinses Margriet. Het ontwerp is op ware grootte te bezichtigen in haar atelier in Ootmarsum.
In de afgelopen vier decennia heeft Punt de grenzen verlegd van wat mogelijk is met glas. Ze wordt over het algemeen beschouwd als pionier in het vakgebied van glasversmelting. Vele kunstenaars zijn door haar kunst geïnspireerd.
Punt werd in november 2014 benoemd tot Ridder in de Orde van Oranje-Nassau tijdens een tentoonstelling ter ere van haar 35-jarig kunstenaarschap.
In 2024 vierde Punt haar 45-jarig kunstenaarschap met een tentoonstelling.

## Boek en documentaire
In 2017 verscheen het boek Annemiek Punt, Monumentale glaskunst 1980-2017 van Joost de Wal met bijdragen van kunsthistoricus Bernadette van Hellenberg Hubar en godsdienstfilosoof Wessel Stoker. Volgens de schrijvers staat het werk van Punt in de traditie van vernieuwende Nederlandse glazeniers als Joep Nicolas en Gunhild Kristensen. Maar ook op internationale schaal heeft haar stijl een plek gekregen tussen onder meer die van Wassily Kandinsky, Jackson Pollock en Karel Appel. Het boek geeft een overzicht van meer dan 35 jaar monumentale glaskunst van Punt in Nederlandse kerken, stiltecentra, woningen en andere gebouwen.
In 2017 ging ook de documentaire Beeldend Licht in première, waarvoor regisseur Fokke Baarssen twee jaar het leven en werk van de kunstenares heeft gevolgd.

## Lijst (incompleet) met publieke kunstwerken

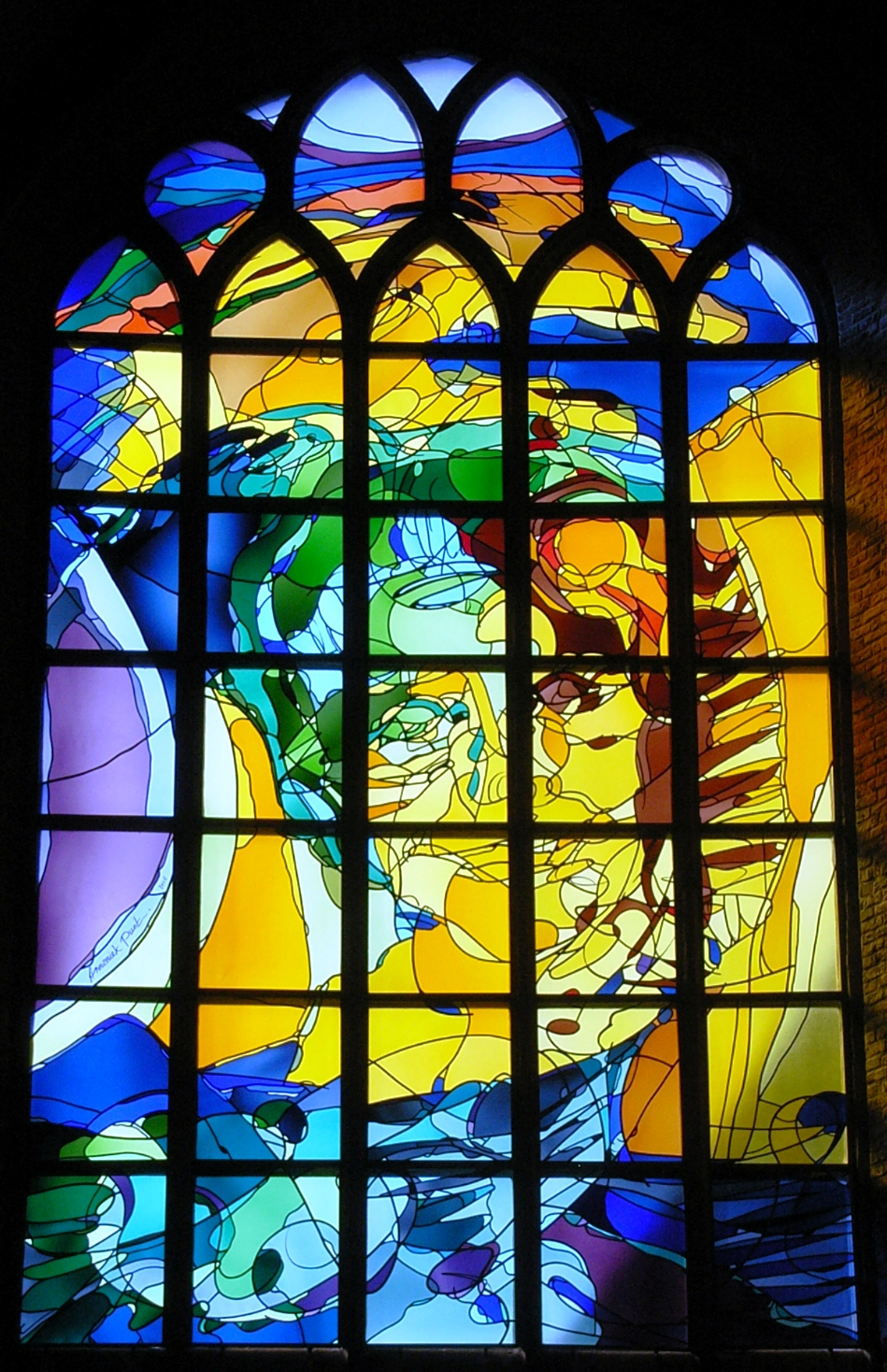
De opwekking van het dochtertje van Jaïrus (2006), Delft

- Almelo Stiltecentrum Twenteborg Ziekenhuis
- Amersfoort Crematorium
- Amersfoort Kerkelijk centrum Het Brandpunt
- Amersfoort De Bergkerk
- Amsterdam Apostolisch Genootschap
- Apeldoorn Waterschap Vallei en Veluwe
- Barneveld Emmaüskerk (voorheen Bethelkerk)
- Borculo Aula Deugenweerd
- Borne ITB Opleidingscentrum Politie Twente
- Delft Nieuwe Kerk
- Den Bosch Provinciehuis
- Den Haag Kerk van de Zevendagsadventisten
- Denekamp Sint-Nicolaaskerk (Denekamp)
- Deurningen RK Kerk
- Deventer Etty Hillesum Lyceum
- Eindhoven Augustinianum
- Eindhoven DIFFER
- Emmen Apostolisch Genootschap
- Emmen Carmel College
- Enschede Bonhoeffer College
- Enschede Medisch Spectrum Twente
- Enschede Regiokantoor Twente
- Enschede voormalige Joodse School
- Glane, Syrisch Orthodoxe kerk
- Groningen Stiltecentrum Martini Ziekenhuis
- Groningen, zorgcentrum Mercator
- Haren Maartenscollege
- Hengelo Thaborkerk
- Hengelo Stichting Carmel College
- Holten Canadese Begraafplaats
- Hoogvliet Dorpskerk
- Kampen De Amandelboom
- Lattrop Hotel de Holtweijde
- Lekkerkerk Grote-of Johanneskerk
- Lonneker Kapel der Liefde
- Maassluis Zorgcentrum de Tweemaster
- Mariaparochie Gebrandschilderd glas-in-loodraam
- Nagasaki Gebrandschilderde ramen in Holland Village
- Nieuwegein St. Antoniusziekenhuis Stiltecentrum
- Ootmarsum Kunstwerk 'Verbondenheid' aan de Kloosterstraat
- Oss Het Hooghuis
- Overdinkel Pax Christie School
- Rijssen Openhof
- Rijswijk Royal Dutch Shell
- Roermond St. Christoffelkathedraal
- Schalkhaar Vredeskapel RK Kerk
- Staphorst NH gemeente De Rank
- Tiel Ziekenhuis Rivierenland Stiltecentrum
- Tubbergen Pius Canisius
- Vasse RK Kerk
- Warnsveld GGNet
- Zeewolde Vrijzinnige gemeente
- Zwolle Oosterkerk

### Over Punt
- 2009 - Madeleine Gimpel (red.), Passie in Glas: Annemiek Punt. Uitgeverij Ten Have 2009 ISBN 9789025960117
- 2017 - Joost de Wal (et. al), Annemiek Punt Monumentale Glaskunst 1980 - 2017. Uitgeverij Gebr. de Wal 2017 ISBN 978-90-817976-2-7
- 2024 - Sietske Roorda, PUNT - De beeldende kunst van Annemiek Punt. 2024, ISBN  9789082269574

### Publicaties
- 2007 - De Glans van Licht, met poëzie van Marinus van den Berg, Uitgeverij Ten Have
- 2013 - Verlangen naar Licht, met poëzie van Marinus van den Berg, Uitgeverij Ten Have
- 2014 - Een Punt voor jou, met poëzie van Marinus van den Berg, Uitgeverij Galerie Annemiek Punt
- 2016 - De Kracht van Licht, met poëzie van Marinus van den Berg, Uitgeverij Ten Have
- 2018 - Een Omweg Waard, met teksten van Marinus van den Berg, Uitgeverij Ten Have
- 2019 - Schilderen met Licht, met teksten van Marinus van den Berg, dr. Joost de Wal en Fokke Baarssen
- 2020 - Beelden van Licht, met teksten van Marinus van den Berg, Uitgeverij Ten Have
- 2022 - Verbondenheid, met teksten van Marinus van den Berg, Uitgeverij Ten Have